# Rashomon
För andra betydelser, se Rashomon (olika betydelser).
Rashōmon (kanji: 羅城門 Rajōmon, "slottsporten") var under Heianperioden namnet på den magnifika södra infartsbyggnaden till Japans dåvarande huvudstad Kyoto. Porten blev känd i väst vid filmfestivalen i Venedig 1951 genom filmen med samma namn i regi av Akira Kurosawa.

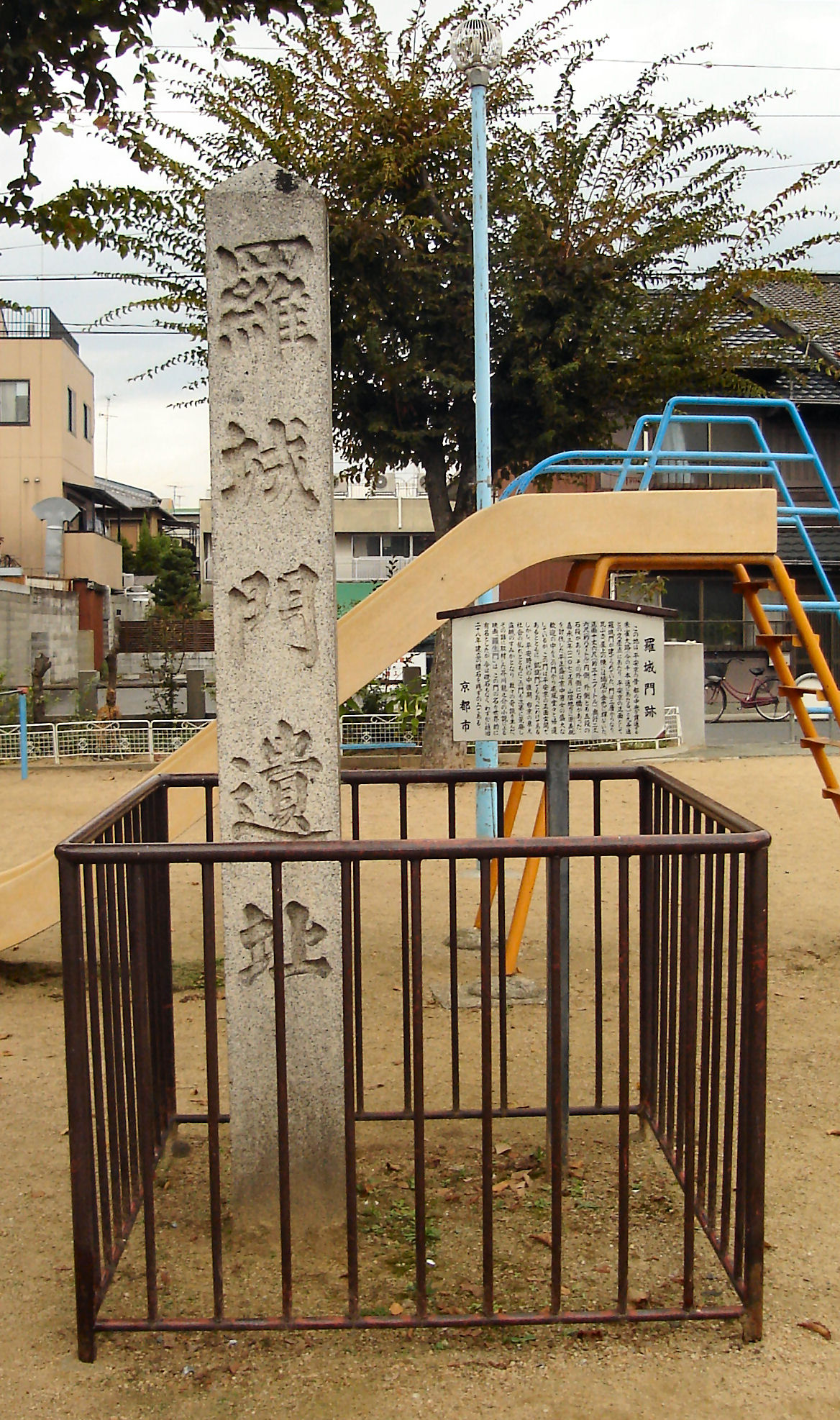
Vad som återstår av Rashōmon i dag

## I tiden
Rashōmon byggdes 789 och var den mest storslagna av de två dåvarande stadsportarna. Den var 32 m bred och 8 m hög med en 23 meters stenmur och en tvärslå på toppen. Porten låg vid den södra änden av den monumentala Suzaku-avenyn. Portens ursprungliga namn var Rajōmon, där Rajō står för den yttre förgården till palatset.  "Rajōmon" betecknade således huvudporten till palatsområdet. Vid Suzaku-avenyns bortre ände kom man till stadens norra port Suzakumon (朱雀門). 
Under 1100-talet började Rajōmon förfalla och blev en osäker plats för gemene man. Folk brukade överge döda kroppar och oönskade bebisar vid porten. Porten blev med tiden ett tillhåll för utslagna och tiggare och tidvis synonymt med tjuvarnas marknadsplats. Enligt en legend, så var den till och med bebodd av demonen Ibaraki Dōji. Portens namn ändrades till Rashōmon (kanji: 羅生門) i ett stycke av den berömde noh pjäsförfattaren Kanze Nobumitsu (1420). Läsningen Rashō eller Rasei (羅生) kan ordagrant uttydas "silkesvarelse" - en sorts demon.
I dag återstår inte ens en grundsten av den pampiga porten. En stenpelare anger platsen där porten en gång stod, nu på en undanskymd lekplats för barn på Kujō-gatan, inom promenadavstånd från Tō-ji-templet. En träskylt skriven på japanska och engelska förklarar historien och portens betydelse.

## I konsten
Den förfallna porten är den centrala scenbilden i Akira Kurosawas berömda film och förser den med sin titel, Rashōmon (1950). Filmen fick det svenska namnet Demonernas port. Filmen handlar om sanningens relativitet och bygger på två noveller av Akutagawa Ryunosuke, den ena med samma titel som filmen. Akutagawas användning av porten var avsiktligt symbolisk, med dess eländiga tillstånd syftande på den moraliska och fysiska nedgången för den japanska civilisationen och kulturen under Heianperioden.  
Porten figurerar även i andra litterära verk. Sålunda har 2006 års Astrid Lindgren-pristagare Katherine Paterson utnyttjat miljön i en av sina första ungdomsböcker, Den namnlöse pojken - samurajens son (1973).